# 앳코 레코드
앳코 레코드(Atco Records)는 1955년 애틀랜틱 레코드의 자회사로서 편제된 음반사다. 군 복무를 마치고 막 회사에 복귀한 애틀랜틱의 설립자 허브 애브럼슨이, 제품 전문점으로서 고안했다. 또한 애틀랜틱과 걸맞지 않은 음악가, 예컨대 블루스, 재즈, 리듬 앤 블루스 같은 장르의 음악가들의 온상으로도 목표되었다. 앳코는 애틀랜틱 코퍼레이션(ATlantic COrporation)의 약자다. 앳코는 딴 음반사들의 배급도 담당했는데, RSO 레코드, 볼트, 아일랜드, 롤링 스톤스 레코드 따위가 해당된다.